# 서세옥
서세옥(徐世鈺, 1929년 2월 7일 ~ 2020년 11월 29일)은 대한민국의 동양화가이다.

## 생애
대구 출신이다. 서울대학교 미술대학을 졸업하고, 1952년 제1회 국전에서 국무총리상, 1954년 제3회 국전에서 문교부 장관상, 1970년 제19회 국전에서는 초대작가상을 각각 수상했다. 1955년에 한국미술가협회, 1960년 묵림회(墨林會)의 창립회원으로 활약했고, 국전 심사위원, 동 운영위원, 한국미술협회 부이사장을 역임했다. 사이공에서 열린 국제미술전에서 수상, 동메달을 획득하였으며, 1963년 제7회 상파울로 비엔날레 1966년 말레이시아 한국미술전, 1969년 제1회 이탈리아 현대회화 비엔날레, 1967년 프랑스 한국미술전, 그리고, 1969년의 제1회 칸느회화제에도 출품했다. 1966년 일본 도쿄의 IAA 정기총회에 한국대표로 참석했고, 북미 및 유럽 미술계를 순방했다.
그의 아들 서도호 역시 한국을 대표하는 현대미술가로서 뉴욕에 거주하며 세계 무대에서 활동하고 있다.
2020년 11월 29일에 숙환으로 별세하였다.

## 작품 및 경향
서정적인 추상계통의 동양화로 동양수묵의 무채담묵, 여백 공간의 강점만을 살려 현대적이며 독자적인 조형세계를 추구하는 작가이다. 작품으로 〈설화이장(說話二章)〉, 〈태양을 다루는 사람들〉 등이 있다.

## 가족 관계
- 아들: 서도호(1962년 ~ )

## 참고 문헌
- 서세옥 한국예술디지털아카이브
- 이 문서에는 다음커뮤니케이션(현 카카오)에서 GFDL 또는 CC-SA 라이선스로 배포한 글로벌 세계대백과사전의 내용을 기초로 작성된 글이 포함되어 있습니다.